# 9242 Olea
9242 Olea eller 1998 CS3 är en asteroid i huvudbältet som upptäcktes den 6 februari 1998 av den belgiske astronomen Eric W. Elst vid La Silla-observatoriet. Den är uppkallad efter Olivsläktet.
Asteroiden har en diameter på ungefär 3 kilometer.